# Papa-mel-listrado
Papa-mel-listrado (Plectorhyncha lanceolata) é uma ave passeriforme da família Meliphagidae encontrada na Austrália. É um papa-mel de tamanho médio, com cerca de 23 cm de comprimento. Ambos os sexos têm plumagem marrom-acinzentada clara, com centros das penas marrom-escuros, criando a aparência de listras. Essas listras são especialmente marcadas na cabeça e na nuca. Embora seja encontrado principalmente nas florestas abertas mais secas do interior do leste da Austrália, também ocorre em florestas pantanosas costeiras, do sudeste de Queensland até a costa central de Nova Gales do Sul.
Apesar de ser um papa-mel, o papa-mel-listrado depende de insetos como principal fonte de alimento, e seu bico é adaptado para uma dieta insetívora. Fora da época de reprodução, pode ser visto se alimentando e viajando em pequenos grupos, mas nidifica solitariamente, depositando cerca de três ovos em um ninho em forma de taça profunda, suspenso em galhos pendentes. Com ampla distribuição e população estável, é classificado como espécie pouco preocupante pela União Internacional para a Conservação da Natureza.

## Taxonomia
O papa-mel-listrado foi descrito pela primeira vez pelo ornitólogo e artista inglês John Gould em A Synopsis of the Birds of Australia and the Adjacent Islands, publicado em 1838. Pertence à família Meliphagidae, dos papa-méis, e é o único membro do gênero monotípico Plectorhyncha. Estudos moleculares indicam que este gênero é próximo ao gênero monotípico Grantiella, embora sejam diferentes em aparência. O papa-mel-pintado (Grantiella picta) e o papa-mel-listrado fazem parte de um subclado que inclui também Philemon [en] e Xanthotis [en].
O nome genérico Plectorhyncha deriva do grego antigo plēktron ("ponta de lança") e rhynkhos ("bico"), referindo-se ao bico de ponta fina. O nome específico lanceolata vem do latim para "em forma de lança", em referência às penas longas e pontiagudas da garganta e do peito. Em inglês, a ave também é chamada de lanceolated honeyeater.
Os papa-méis são relacionados às famílias Pardalotidae, Acanthizidae e Maluridae na superfamília Meliphagoidea.

## Descrição

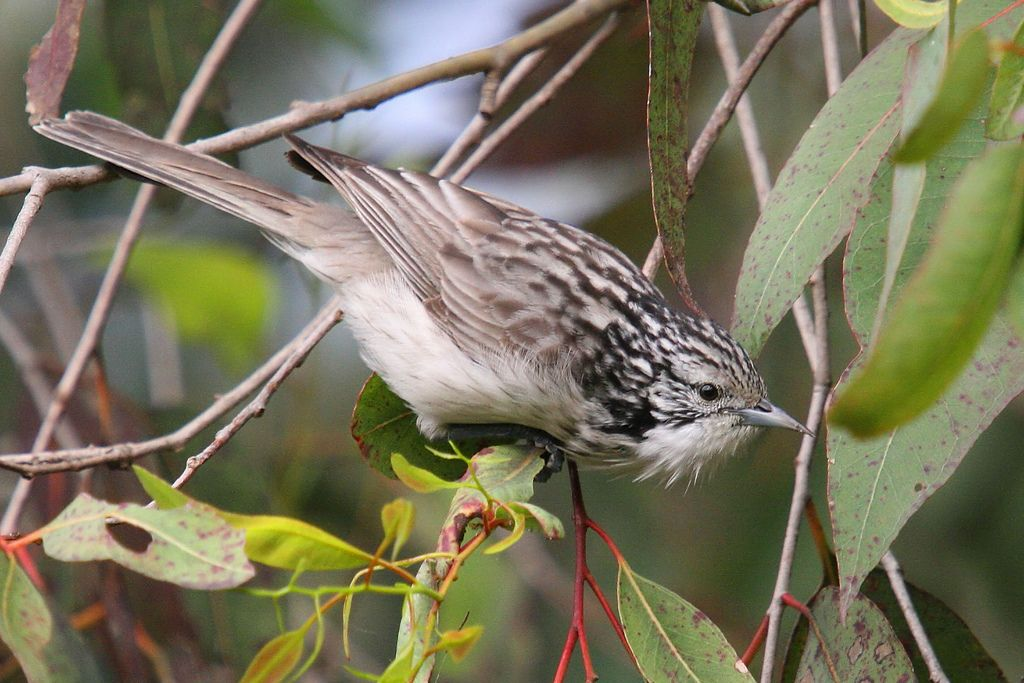
Colheita em um eucalipto.

O papa-mel-listrado é um papa-mel de tamanho médio, com comprimento corporal de 22 a 25 cm, envergadura de 28 a 36 cm e peso médio de 40 g.
As partes superiores são geralmente marrom-acinzentadas claras, com centros das penas marrom-escuros, criando a aparência de listras. Essas listras são marcadas na cabeça e na nuca, menos distintas no uropígio e quase ausentes nas coberteiras superiores da cauda. As partes inferiores são esbranquiçadas, com listras sutis no ventre. As penas do peito superior e da garganta são longas e pontiagudas, conferindo à cabeça uma aparência espiculada. As asas e a cauda são moderadamente longas, com extremidades arredondadas. O bico é curto, com aparência pontiaguda, azul-acinzentado escuro, gradando para cinza-preto na ponta e ao redor das narinas. As pernas e pés são azul-acinzentados com garras pretas. A pele nua ao redor dos olhos é marrom-escura, e a íris é marrom-escura.
Machos e fêmeas são semelhantes em aparência. Os filhotes são ligeiramente mais marrons, com bordas bege ou marrons nas penas das asas e do dorso, apresentando uma aparência menos listrada e mais opaca que os adultos. Os filhotes passam por ecdise para a plumagem adulta por volta de um ano de idade. Não há diferença sazonal na plumagem das aves reprodutoras.
O canto do papa-mel-listrado é descrito como chirp, chirp, cherry, cherry, seu chamado de contato como um chewee agudo e seu chamado de alarme como uma nota sibilante e estridente.

## Distribuição e habitat
O papa-mel-listrado é encontrado principalmente no leste da Austrália, predominantemente no interior. Habita florestas abertas mais secas, como mallee e Acacia aneura, mas também charnecas e manguezais na costa. Em 1923, um observador ficou surpreso ao encontrar um pequeno número de papa-méis-listrados nidificando em Forster, na costa centro-norte de Nova Gales do Sul, comentando que era "notável que esta ave deixasse seu habitat típico no interior para vir à costa". No entanto, sua distribuição se expandiu, e relatos contemporâneos indicam sua presença no leste da Austrália, do centro e sudeste de Queensland até o sudeste da Austrália Meridional, e ao longo da costa até o Lago Tuggerah [en], em Nova Gales do Sul. Pequenas irrupções associadas a padrões climáticos e mudanças de habitat foram registradas em áreas fora de sua distribuição usual, incluindo os Grampians e as Planícies de Adelaide [en].
Ocorre em diversos habitats, incluindo florestas ribeirinhas como Eucalyptus camaldulensis, Eucalyptus populnea [en] e Eucalyptus largiflorens [en] com sub-bosque de Duma florulenta [en] ou Atriplex; sub-bosques e matagais de mallee, especialmente quando misturadas com moitas de Melaleuca uncinata [en] ou Eremophila; florestas de Callitris em cristas arenosas; e matagais semiáridos dominados por Acacia, incluindo Acacia shirleyi. Na costa, é encontrado em florestas pantanosas de Melaleuca e Casuarina, e em áreas desenvolvidas com árvores e arbustos nativos e exóticos, como parques de caravanas, reservas, jardins, fazendas e pomares.

## Comportamento

### Alimentação

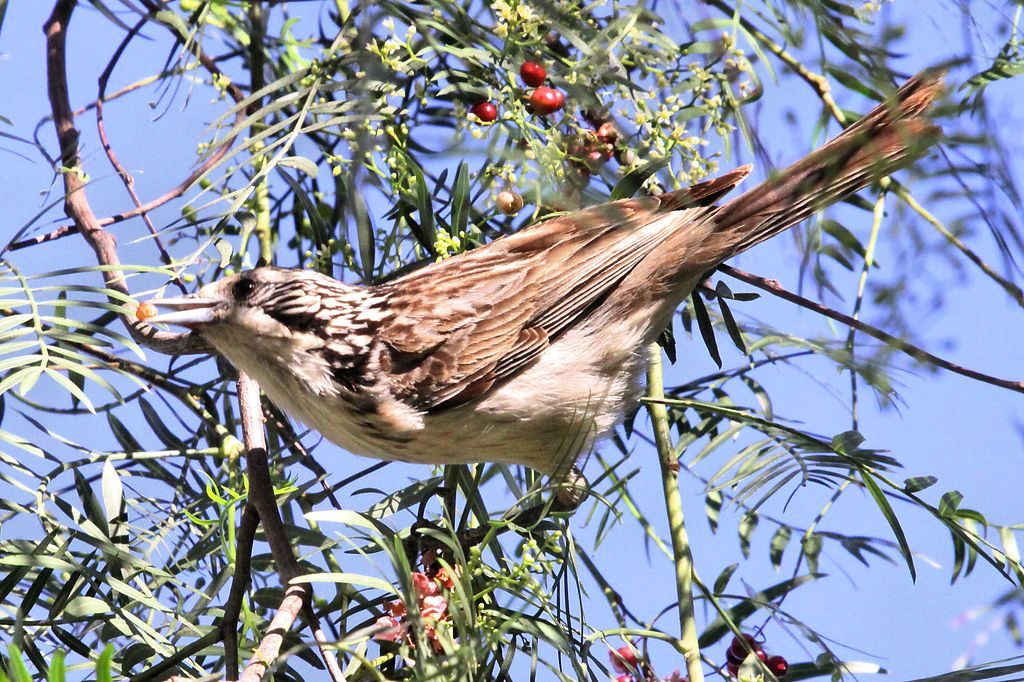
Alimentando-se de bagas.

Embora seja um papa-mel, a principal fonte de alimento do papa-mel-listrado são insetos, e sua dieta inclui sementes, frutos e néctar. Seu bico evoluiu para uma forma curta, reta e pontiaguda, mais adequada para sondar fendas em busca de insetos do que para explorar tubos florais. Possui a língua em forma de escova típica dos papa-méis e consome néctar de flores rasas, como as de eucaliptos.
É arborícola, alimentando-se principalmente entre a folhagem no dossel das árvores. A maior parte do alimento é obtida das folhas e, menos frequentemente, da casca, flores ou frutos. Os principais métodos de forrageamento incluem coletar folhas e galhos mortos, sondar sob cascas soltas e em fendas, sondar frutos lenhosos de Casuarina pauper [en], sondar flores de Eucalyptus yilgarnensis [en] e caçar insetos em voo. O papa-mel-listrado ocasionalmente se pendura de cabeça para baixo para extrair insetos.

### Comportamento social
O papa-mel-listrado é mais frequentemente observado sozinho ou em pares, e ocasionalmente em pequenos bandos. Fora da época de reprodução, foi registrado se alimentando em grupos móveis soltos, bebendo em grupos mistos com pássaros do gênero Manorina [en] e viajando em pequenos grupos. Apresenta alta atividade social, incluindo empoleirar-se próximo a outros, alisamento mútuo e, quando se alimenta em grupo, perseguir, chamar e repreender. Fora da reprodução, é vocal, emitindo chamados enquanto se alimenta e empoleira, embora raramente em voo. Foi registrado exibindo movimentos de elevação de asas e chamados, além de realizar duetos ou canções de chamada e resposta.

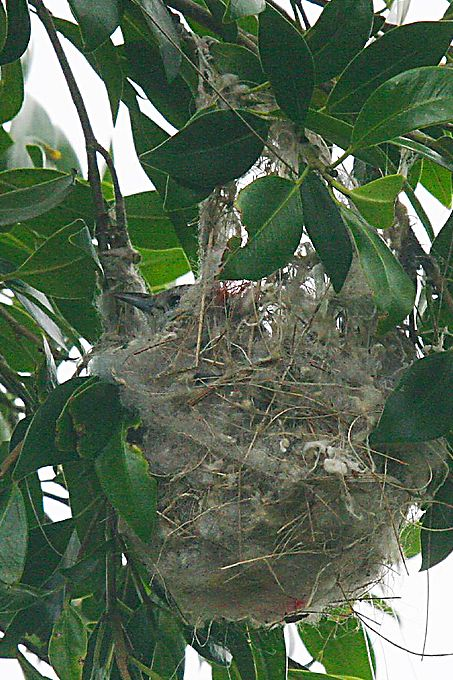
Sentado no ninho suspenso.

Embora defenda agressivamente seu ninho, atacando em voo rasante pessoas e animais que se aproximam, e tenha sido observado cantando em poleiros de exibição, não é conhecido por ser territorial. Frequentemente se alimenta perto de outras espécies de papa-méis sem exibir agressividade interespecífica.

### Reprodução
O papa-mel-listrado reproduz-se em toda a sua área de distribuição, geralmente em pares simples, com ambos os sexos construindo o ninho, incubando e alimentando os filhotes. No entanto, a reprodução cooperativa foi observada, com uma terceira ave adulta ajudando a alimentar os filhotes. Nidifica solitariamente, e os pares usam a mesma árvore ou árvores adjacentes para nidificação por duas ou mais temporadas.
A temporada de reprodução ocorre de agosto a janeiro, dependendo das condições locais. O local do ninho é geralmente na folhagem pendente de um arbusto alto ou árvore baixa, como Casuarina, Melaleuca, Acacia ou eucaliptos mallee. Às vezes, está próximo ou sobre a água, e o ninho é construído na extremidade de um galho pendente, suspenso em ramos ou folhagem. Frequentemente nidifica perto de um ninho de pássaro-açougueiro. Constrói um ninho em forma de taça ou bolsa profunda, com paredes grossas e a borda da abertura ligeiramente voltada para dentro. O ninho é feito de capim seco fino e revestido com penugem vegetal, penas ou lã, de modo que o revestimento muitas vezes oculta a estrutura de capim. É forrado com teias de aranha, pelos, lã ou raízes finas, e ocasionalmente flores ou papel de seda. O papa-mel-listrado frequentemente reutiliza materiais de ninhos anteriores.
Os ovos são ovais alongados, medindo 2,4 cm por 1,7 cm, ligeiramente pontiagudos em uma extremidade. São brancos opacos, lisos e sem brilho ou ligeiramente brilhantes, com manchas marrom-avermelhadas distribuídas por toda a casca, mais densas na extremidade maior. O papa-mel-listrado põe em média três ovos em intervalos de 24 horas. Os ovos são incubados por ambos os pais, que se alternam em períodos de cerca de 20 minutos por 16 ou 17 dias. O período para o aprendizado de voo também é de cerca de 16 dias.
Os ninhos do papa-mel-listrado são parasitados pelo cuco-pálido (Cacomantis pallidus).

## Estado de conservação
Devido à sua ampla distribuição e população estável, o estado de conservação do papa-mel-listrado foi avaliado pela IUCN como pouco preocupante.